# NGC 2212
NGC 2212 (również PGC 18796) – galaktyka spiralna z poprzeczką (SB0-a), znajdująca się w gwiazdozbiorze Wielkiego Psa. Odkrył ją 11 grudnia 1885 roku Francis Leavenworth.